# 塵骸魔京
《塵骸魔京》是由Nitro+于2005年6月24日发售的十八禁文字冒险游戏。
编剧夜刀史朗曾是TRPG游戏《BEAST BIND 魔兽之绊 R.P.G》世界观的设计者，使该作品受到其很大影响。标题的意思是“魔都中的尸骸已化为尘土”。游戏中使用的Q版角色CG（多用于搞笑情节），是所属Caramel Box的插画家创作的。

## 概要
在人们的生活背面，以存在着被人们称之为“魔物”的人外居民的世界为舞台。对于“自己没有心脏”而明显缺乏共感能力的主人公，意想不到地被慢慢卷入了魔物们的世界中。通过与自己不同的价值观和生活在不同世界的生命相接触中，一点点变得“更像人”的主人公的心境变化中得以窥见。

## 登场人物

### 主人公
九門克綺（ Kumon Katsuki）
声 - 木島宇太
本作品的主人公。明显缺乏与他人的共感能力，另一方面喜欢逻辑思考。
作品中有多次出现“没有心脏”的描写，这里指的是心理上的没有心脏，而非真的沒有心臟。
全人类所持魔力的中枢“門”的持有者，能够吸收他人的魔力变作自己的能力，这些都是到了故事中段后，自己才认识到的。
吃了他的血或肉的魔物就能获得强大的力量，为此很多魔物都想要了他命。
是右眼红、左眼绿的虹膜異色症患者。不过周围的人都没有察觉到克绮的异色双瞳。

### 女主人公
伊格妮丝（ Ignis）
声 - 三咲里奈
人类的三大守护者之一，被称为“最高贵的利刃”，象征“勇气”。曾经是拥有強大魔力的“神”之一。对人类的进化很感兴趣，希望其不被灭绝从而看到进化。为了帮助一个男人而选择了背叛同伴的道路。现在那些魔力都几乎消失了，使用各种陷阱和武器作战。擅长计谋的策士。虽然自称“守护者”，却是为自己的“利益”行动着，所以不是全人类的守护者。
名字源自于拉丁语的“Ignis”，意为火焰。
逐风而行者（ Wind Walker）
声 - 由良香
被称为“草原之民”的狼人族少女。为了寻找“夫婿”和“門”这两个目的而来到这个城市。能够使用魔力操纵“风”。她所认识的「風」与一般认知的风性质不同，在真空中也能操纵“风”。逐风而行者有两个真名，另一个真名不能用人类的语言发音。恪守义理，对有恩于自己的对方十分信赖。
另外，在网络上经常能看到“かぜこ（kazeko）”还有“かぜぽ（kazepo）”等名字，这是制作人员为了将她的名字简略化而起的昵称。一般“风子”被读作“ふうこ（fūko）”，而不是日语的普遍读法“かぜこ”，这是为了区分同是Nitro+作品的《天使的双枪》中的人物“渡部風子”的名字而作的改变。
花輪黄葉（ Ianawa Momiji）
声 - 霧島七海
主人公租住的公寓“弗雷德之家”的管理员，年长的女性。人类的三大守护者之一，被称为“最古老的祈祷”。象征“母性”。真实身份是牵挂孩子的父母祈祷而产生的自动人偶，对人外拥有压倒性的力量。因为是响应人类祈祷的存在，所以不能拒绝人类的命令。白天扮演温柔的管理员，在夜里持续保护人们不受魔物的危害。
在宣传用的海报和插图中，只有她的打扮最不像女主人公。

### 周围的人物
九門恵（ Kumon Megumi）
声 - 
主人公的妹妹（其实是没有血缘的义妹）。由峰雪家资助到英国留学，暂时回国。按照花轮黄叶的建议，住在主人公租住的同一所公寓里。
有恋兄情结，因此也有非常妒忌女主人公的时候。生气时喜欢踢人。小时候喜欢打乒乓球，而且技术相当不错。
峰雪綾（ Mineyuki Ryo）
声 - 
主人公的朋友，少数的理解者之一。寺庙的继承人，异常熟悉且经常使用成语。将来的梦想是成为音乐家，不过事实上并不会演奏任何乐器。是特摄片的发烧友。在小说版中他的特摄知识得到了充分发挥。
峰雪家族曾出现过很多厉害的退魔师，是和魔物作战的埃利特（エリートー）一族。而这些绫的父亲一直都没告诉过他。不过和普通家庭相比，仍算是可怕的斯巴达式教育，所以绫的身心要比一般人来的强韧。
在初期設定画中是标准的光头和尚风格，后来改成了长髮。
牧本美佐絵（ Makimoto Misae）
声 - 矢沢泉
主人公所在班级的班长。不害怕与主人公和峰雪说话的人。隐约地倾慕着主人公。
在逐风而行者的路线中，是史特拉斯制药的强化实验体NO.9“凡提丝蒂卡”。在开启“門”的实验中，将残留生命力给予了濒死的主人公后消亡。
是小说版的女主人公。

### 夜暗之民
梅尔奎亚利·乔瓦尼（ Mercuriali GioVanni）
声 - 富士爆发
是主人公就读学校的意大利裔英语老师、神父。被学生们称为“最強的”梅尔。真实身份是被称为“夜暗之民”的吸血鬼一族的族长。
根据路线，可以成为主人公的支持者，亦可成为最大的敌人。
田中義春（ Tanaka Yushiharu）
声 - 秋山樹
额头上的一绺头发令人印象深刻，颓废的中年上班族形象的“夜暗之民”。精通格斗术，曾与逐风而行者打得不相上下。原来是人类，是被吸血后变成“夜暗之民”的。
彼方左衛門尉雪典（ Kanata Saemonnojyou Yukinori）
声 - 風霧瞬
“夜暗之民”的一员，金髪的武士。使用鎖鎌和手里剑等冷武器。崇拜梅尔奎亚利，把自己一族以外的人全部看作敌人。想凭一己之力夺取主人公的血肉。
御堂恭子（ Midou Kyoko）
“夜暗之民”的一员，深夜进食时，偶然碰见外出的主人公。
在最初设计中，她是装扮为女学生混入学校的梅尔奎亚利的部下。虽然当初就有登场的计划，但在游戏制作后期，决定快速登场。

### 史特拉斯制药
神鷹士郎（ Koutaka Shiro）
声 - 黒瀬鷹
史特拉斯制药的老板。非常的憎恨魔物，试图创造一个没有魔物的世界。
希羽友惠（ Kiba Tomoe）
声 - 
神鷹的秘書。在游戏制作初期有许多的设定，但在实际游戏中却是个不怎么起眼的龙套角色。她的真实身份其实是夜暗之民派遣到史特拉斯制药的间谍。
鳥賀陽里见（ Ugaya Satomi）
声 - 
史特拉斯制药的研究员。进行着使人拥有魔物力量的研究。性格温厚但让人害怕，对研究以外的事情都没有兴趣。
在小说版中，成为了故事中的关键人物。

### 其他
奇綿津見玄比賣命（ Kushi-wadatsumi-no-mikota）
声 - 矢沢泉
被称为“海神之民”的鱼人族女王。变化为人形时，为身着丧服的少女。
变化为人形时的插图，是挪用自Didi未启用的初期插图。
暗之圣母（ Lady of Darkness）
外形为金发的14、5歳的少年，人类的三大守护者之一，被称为“最深邃的渴望”。象征“知性”。因为人类已不再需要他，而在即将迎来大限前被梅尔奎亚利所利用。
神秘少女（ Didi）
声 - 
总是打着黑色阳伞的少女。真实身份是死神，负责引导迷失的灵魂。
在与主人公对话中提到自己有一个哥哥，但并没有在故事中出现过。
隐藏的女主人公，在满足特定条件后可以攻略。
牧本冬子
牧本美佐絵的姐姐，不幸被史特拉斯制药捕获成为实验体。仅出现在小说版中。

## 专有名词
狭祭市
故事发生的城市。暗地里被史特拉斯制药控制着，目的是方便捕获魔物及适合的人类做实验。
梅尔奎亚利计划将此地变成“夜暗之民”的永久居住地。
海东学园
主人公就读的私立学校。“夜暗之民”选择此地作为自己的“幽宫”。
迈松·弗雷德公寓
花轮黄叶管理的公寓，同时也是她的“幽宫”。
护藤寺
峰雪家的寺庙。实际上也是日本数一数二的退魔师修行场。
“门”
连接内心世界与现实世界的门，通过打开“门”将自身的精神力转变成影响现实世界的魔力。
弦之主
作为控制全人类所持魔力中枢的人，拥有改变世界的力量。
人外之民
因惧怕人类而隐居在黑暗角落的居民，也被人们称为魔物。各自拥有自己的文化和价值观。
魔力
魔物持有的力量，同时也是“自我”本身。魔物们遵循着各自的“真理”，来驱使这个力量。
人类也有魔力，只不过个体的魔力量极少。
魔法
借用他人的魔力，依自身的知识来使用魔力的方法。
幽宫
魔物（人外）们居住的地方。看似与普通建筑无异，但每个幽宫内部都有其固定的规则，对居住者十分有利，而对侵入者来说则极其危险。
三大守护
自古就保护着人类的三位守护者，分别被称为：“最高贵的利刃”、“最古老的祈祷”、“最深邃的渴望”。
“神”和“魔”
古代统治世界的两大族群。因当时被“神”奴役的人类起义，及初代弦之主发动的大型魔法而几乎被消灭殆尽，现存的人外之民即是“魔”的后裔。
史特拉斯制药
凭借捕获魔物提炼成的药物，而迅速成长的庞大企业。有自己的军队。是神鹰士郎为了消灭所有的魔物而创立的公司。
强化实验体
史特拉斯制药为了对抗魔物，通过将魔物中提取的各种物质注入人体的方式制造出的改造人，同时具备魔物的力量和消除魔物力量的能力。可以说是魔物克星。平时包覆着固定全身的拘束具和装甲板。目前尚属实验阶段，也被称为N系列，共9人。

## 主题歌
片头曲“孤高之魂魄”
作词：江幡育子　作曲、编曲：大山曜　演唱：伊藤香奈子
片尾曲
作词：伊藤香奈子　作曲、编曲：村上正芳　演唱：伊藤香奈子
片尾曲“残光”
作词：　作曲：磯江俊道　演唱：
片尾曲“陽炎”
作词：伊藤香奈子　作曲、编曲：村上正芳　演唱：伊藤香奈子

## 相关商品

### 小说
以牧本美佐絵与主人公之间发生的爱情为故事主线的改编小说。共2册。该书的作者海法纪光，是夜刀史朗自高中时代就认识的多年好友。
| 册数 | 附标题 | 中文版附标题        | ISBN               | 中文版ISBN             |
| ---- | ------ | ------------------- | ------------------ | ---------------------- |
| 1    |        | Phantastica of Nine | ISBN 4-7577-2624-4 | ISBN 978-986-209-270-5 |
| 2    |        | Riders of Darkness  | ISBN 4-7577-2745-3 | ISBN 978-986-209-328-3 |

### 原声带
- Chaos Gate　塵骸魔京　Original Soundtrack【HBN-1】

### 设定资料集
- 解體・塵骸魔京（EAN 452-9790-02820-0）
- 百歌绘卷　尘骸魔京官方读本（百歌絵巻　塵骸魔京公式読本）（ISBN 978-4-89425-749-8）